# Mostra esbiaixada
Una mostra esbiaixada en estadística és quan es recull una mostra de tal manera que alguns dels seus membres és menys probable que s'incloguin que d'altres; aleshores, resulta una mostra no aleatòria de la població estadística en què tots els elements no tenien la mateixa probabilitat de ser seleccionats. Si això no es té en compte, els resultats poden ser erròniament atribuïts al fenomen estudiat en lloc del mètode de mostreig. En fonts mèdiques, de vegades es refereixen a aquesta mostra esbiaxada com a biaix de verificació (ascertainment bias). El biaix d'avaluació (sample selection bias) té bàsicament la mateixa definició, però continua sent de vegades classificat com un tipus separat de biaix.

## Distinció de la selecció esbiaixada
La mostra esbiaixada s'acostuma a classificar com un subtipus de la selecció esbiaixada, de vegades anomenada específicament esbiaix de la selecció de la mostra (sample selection bias), però alguns la classifiquen com un tipus separat d'esbiaix.
Tanmateix, l'esbiaix de selecció i l'esbiaix de mostreig sovint es fan servir com a sinònms.

## Tipus de mostra esbiaixada
- Selecció a partir d'una àrea específica. Per exemple, una investigació en un institut per a mesurar-ne l'ús de drogues pot estar esbiaixada pel fet de no detectar els estudiants que estudien en matrícula lliure ni els que han abandonat els estudis durant el mateix curs.
- Preselecció dels participants, o el fet de fer anuncis demanant voluntaris dins de grups particulars.
- Exclusió d'un grup determinat. Per exemple, excloure'n els immigrants recents.
- Esbiaix per la salut, quan la població estudiada probablement gaudeix de més salut que la població general.
- Sobrejoc: el grup de control passa a ser més similar als casos pel que fa a l'exposició que la població general.

### L'efecte de l'humà de les cavernes
Molt del coneixement actual de la prehistòria es basa en les restes trobades en coves, com són les pintures rupestres, fetes fa uns 40.000 anys. Molt probablement, hi va haver altres pintures fetes en substrats peribles (fusta, pells, etc.) que no han arribat a nosaltres i, per tant, actualment disposem d'una mostra esbiaixada. De la mateixa manera, les restes dels focs fets en coves o en circumstàncies cerimonials, sota diversos abrics, romanen intactes i, en canvi, han desaparegut els focs domèstics fets en llocs on realment vivien els humans prehistòrics (en tendes, cabanes, etc.).

## Problemes causats per la mostra esbiaixada
Qualsevol computació que parteixi d'una mostra esbiaixada és potencialment errònia. El biaix pot dur a una sobrerepresentació o infrarepresentació del corresponent paràmetre de la població. Gairebé qualsevol mostra està en part esbiaixada, ja que és pràcticament impossible aconseguir una mostra perfectament aleatòria. Si el grau d'infrarepresentació és petit, la mostra pot ser tractada com una aproximació raonable de mostra aleatòria.

## Exemples històrics
L'any 1936, la revista dels Estats Units Literary Digest va recollir dos milions de cartes postals i va predir que el candidat a la presidència dels Estats Units, Alf Landon, guanyaria Franklin Roosevelt per un gran marge. El resultat final va ser l'oposat, ja que els votants de la revista van ser recollits sobrerepresentant les persones riques (per exemple, que tenien automòbils i telèfon), que eren més proclius al partit conservador republicà. En contrast, l'enquesta feta sobre 50.000 persones realitzada per Gallup va encertar el resultat.
Un altre exemple famós en va ser les eleccions presidencials dels Estats Units del 1948. La nit electoral el diari Chicago Tribune va posar en primera línia DEWEY DEFEATS TRUMAN (Dewey venç Truman), la qual cosa va ser un error perquè el diari va fer una enquesta telefònica en uns anys en què no tothom tenia telèfon, especialment entre els més pobres del país, i la tècnica de les enquestes telefòniques no estava depurada.